# Рийвс (окръг, Тексас)
Окръг Рийвс (на английски: Reeves County) е окръг в щата Тексас, Съединени американски щати. Площта му е 6843 km², а населението - 13 137 души (2000). Административен център е град Пекос.